# Gottfried Friedrich Conze
Gottfried Friedrich Conze (* 10. August 1831 in Langenberg, Kreis Mettmann; † 15. Februar 1920 ebenda) war ein deutscher Seidenfabrikant und Politiker.

## Leben
Conze war der Sohn des Seidenwarenfabrikanten und Abgeordneten Peter Diederich Conze (* 23. April 1783 in Kleve; † 23. November 1861 auf Gut Zollen bei Soldin) und dessen Ehefrau Maria Sophia Waldthausen (* 1. Mai 1783 in Essen; † 26. Januar 1883 in Langenberg). Er war lutherisch und heiratete am 13. Oktober 1858 in Langenberg Johanna Maria Henriette Colsmann (* 11. Februar 1833 in Langenberg; † 29. Juli 1916 ebenda). Ein gemeinsamer Sohn war der Verwaltungsjurist Peter Conze. Ein Enkel Conzes war der Philologe und Buddhismuskundler Edward Conze.
Conze lebte als Seidenfabrikant in Langenberg. Er war geschäftsführender Gesellschafter der Firma Conze & Colsmann. Er betrieb den Bau von Werkswohnungen für seine Arbeiter und richtete Hilfskassen ein. Er war Mitglied der Generalsynode. Ab 1863 war er erster Beigeordneter in Langenberg. Von 1877 bis 1885 war er Abgeordneter im Provinziallandtag der Rheinprovinz für den Stand der Städte und den Wahlkreis Ratingen, Kaiserswerth, Angermund mit Gerresheim, Mettmann, Langenberg mit Hardenberg, Wülfrath, Velbert, Kronenberg, Steele, Hilden. Zwischen 1866 und 1867 gehörte er dem Preußischen Abgeordnetenhaus an. Conze wurde von der Universität Bonn zum Dr. theol. h.c. und von der Stadt Langenberg zum Ehrenbürger ernannt.